# Onthophagus piceorufulus
Onthophagus piceorufulus är en skalbaggsart som beskrevs av Kabakov 1994. Onthophagus piceorufulus ingår i släktet Onthophagus och familjen bladhorningar. Inga underarter finns listade i Catalogue of Life.